# جوزيف كاميلري
جوزيف كاميلري (بالإنجليزية: Joseph Camilleri)‏ هو فيلسوف أسترالي ومالطي، ولد في 1944 في مصر.